# Pusher II - Sangue sulle mie mani
Pusher II - Sangue sulle mie mani (Pusher II) è un film del 2004 diretto da Nicolas Winding Refn, secondo capitolo dell'omonima trilogia uscito a otto anni di distanza dal primo capitolo.

## Trama
Tonny è appena stato scarcerato, e non riuscendo a trovare il suo vecchio compagno e amico Frank, del quale non ricorda quasi nulla a causa di un'amnesia, decide di andare a lavorare per conto del padre detto Smeden (il Duca), il quale nutre per Tonny un senso di apatia e distacco, una situazione che ha un forte peso sulla stabilità emotiva di Tonny il quale sperava di trovare conforto nella figura paterna. Tonny scopre anche di aver messo incinta una prostituta con la quale era andato prima di finire in prigione, e si trova davanti ad un figlio da mantenere, cercando di ritrovare una posizione ormai perduta nel mondo della droga.

## Produzione
La decisione del regista Nicolas Winding Refn di tornare sui propri passi e di realizzare un seguito del film Pusher - L'inizio ha origine dall'insuccesso dei due film Bleeder e Fear X, i quali hanno gettato in una crisi economica il regista proprio mentre Pusher - L'inizio diventava sempre più un cult fra gli appassionati. Il motivo del ritorno a questo mondo però non è solo di natura commerciale: il regista ha voluto esplicitamente esternare le proprie insicurezze e le paure che stava vivendo, creando un film basato sulla psicologia del protagonista e mettendo in secondo piano la violenza.
Le riprese sono state girate a Copenaghen, in Danimarca. Per il casting è stata adottata la tecnica dello street casting: molti degli attori, alcuni dei quali veri criminali, sono stati incontrati per la prima volta dal regista presso le strade di Copenaghen.

## Distribuzione

### Date di uscita
Le date di uscita internazionali nel corso del 2004–2005 sono state:
- 25 dicembre 2004 in Danimarca (Pusher II)
- 27 maggio 2005 in Svezia (Pusher II)
- 16 settembre in Regno Unito (Pusher II)
- 28 giugno 2006 in Francia (Pusher II - Du sang sur les mains)
- 18 agosto negli Stati Uniti d'America (Pusher II)

### Edizione italiana
Il film non è stato distribuito nelle sale italiane. Il 19 aprile 2016 è stata messa in commercio l'edizione DVD, prodotta da Blue Swan e distribuita da Eagle Pictures e vietata ai minori di 14 anni. Tra i contenuti extra figurano il commento di Nicolas Winding Refn, il trailer originale e lo street casting.

## Accoglienza

### Critica
Il film è stato accolto positivamente da parte della critica specializzata. Secondo l'aggregatore di recensioni Rotten Tomatoes, il film ha ottenuto un indice di apprezzamento del 100% e un voto di 7,60 su 10 sulla base di 10 recensioni. Su Metacritic, il film ha ottenuto un voto di 78 su 100 sulla base di 46 recensioni.
Angelo Iocola, scrivendo per la rivista Inland edita da Bietti, elogia la caratterizzazione del protagonista e il suo confronto «genitoriale/generazionale», paragonando Tonny a Riccardo III nell'omonima opera teatrale di Shakespeare. Per quanto riguarda la regia di Refn, «gli otto anni di distanza da Pusher - L’inizio (1996) hanno giovato: riprese sempre nervose e vorticose, ma più empatiche e meno documentaristiche». Noel Murray di The A.V. Club assegna al film il voto B, il peggiore della trilogia, affermando che «Pusher II funziona meglio quando si sofferma sulla disconnessione tra l'immaginazione lurida di Mikkelsen e la sua realtà deludente, anche se inizia a svanire quando si parla delle relazioni tese tra padri e figli». Deborah Young di Variety si sofferma sulla rappresentazione «brutale» dell'industria del sesso all'interno della pellicola: «l'umiliante visita di Tonny a due prostitute beffarde è in contrasto con la sua patetica ricerca dell'amore e di una famiglia [...] il film usa la volgarità quasi hardcore non come fine stuzzicante in sé, ma per illustrare il suo effetto devastante sulle relazioni reciproche dei personaggi».

## Riconoscimenti
- 2005 – Nordic Council Film Prize[8]
  - Candidatura

- 2005 – Premio Bodil[9]
  - Miglior attore protagonista a Mads Mikkelsen
  - Candidatura per il miglior film
  - Candidatura per il miglior attore non protagonista a Leif Sylvester

- 2005 – Premio Robert[10]
  - Miglior attore protagonista a Mads Mikkelsen
  - Candidatura per il miglior film
  - Candidatura per il miglior regista a Nicolas Winding Refn
  - Candidatura per il miglior attore non protagonista a Leif Sylvester
  - Candidatura per la miglior sceneggiatura originale a Nicolas Winding Refn
  - Candidatura per la miglior fotografia a Morten Søborg
  - Candidatura per il miglior montaggio a Anne Østerud e Janus Billeskov Jansen
  - Candidatura per la migliore scenografia a Rasmus Thjellesen
  - Candidatura per i migliori costumi a Jane Whittaker
  - Candidatura per la miglior musica a Peter Peter
  - Candidatura per il miglior sonoro a Jens Bønding
  - Candidatura per il miglior trucco a Louise Bruun

- 2005 – Zulu Award[11]
  - Miglior attore protagonista a Mads Mikkelsen
  - Candidatura per il miglior attore non protagonista a Leif Sylvester